# Mikołaj II (prawosławny patriarcha Antiochii)
Mikołaj II – chalcedoński patriarcha Antiochii w latach 860–879.